# Para-Natação nos Jogos Parapan-Americanos de 2019
As competições de para-natação nos Jogos Parapan-Americanos de 2019 foram realizadas em Lima, entre 25 e 31 de agosto, na Villa Deportiva de Videna.
Foram realizados realizados 140 eventos (82 masculinos, 57 femininos e 1 misto), com a participação de 237 atletas de 24 países. 

## Masculino
Os medalhistas parapan-americanos em natação foram:
| Evento                                     | Ouro                                                                                  | Ouro    | Prata                                                                            | Prata   | Bronze                                                                    | Bronze   |
| ------------------------------------------ | ------------------------------------------------------------------------------------- | ------- | -------------------------------------------------------------------------------- | ------- | ------------------------------------------------------------------------- | -------- |
| 50 metros livre S2 (S1)                    | Gabriel dos Santos BRA Brasil                                                         | 57.88   | Alberto Abarza CHI Chile                                                         | 59.10   | Bruno Becker BRA Brasil                                                   | 1:02.47  |
| 50 metros livre S3                         | Diego Lopez Diaz MEX México                                                           | 47.11   | Marcos Zarate MEX México                                                         | 52.89   | Cristobal Rincon Rojas COL Colômbia                                       | 1:01.42  |
| 50 metros livre S4                         | Gustavo Martinez MEX México                                                           | 41.78   | Jesus Hernandez MEX México                                                       | 45.64   | Luis Lopera COL Colômbia                                                  | 47.64    |
| 50 metros livre S5                         | Daniel Dias BRA Brasil                                                                | 33.71   | Miguel Narvaez COL Colômbia                                                      | 38.22   | David Fuentes Quintana COL Colômbia                                       | 42.77    |
| 50 metros livre S6                         | Nelson Corzo COL Colômbia                                                             | 29.38   | Lorenzo Escalona CUB Cuba                                                        | 31.25   | Talisson Glock BRA Brasil                                                 | 32.13    |
| 50 metros livre S7                         | Calos Zarate COL Colômbia                                                             | 28.19   | Iñaki Basiloff ARG Argentina                                                     | 30.69   | Liam Smith USA Estados Unidos                                             | 32.11    |
| 50 metros livre S8                         | Gabriel Cristiano Silva de Souza BRA Brasil                                           | 27.76   | Luís Armando Guillen MEX México                                                  | 28.18   | Vicente Almonacid Heyl CHI Chile                                          | 29.96    |
| 50 metros livre S9                         | Ruiter Silva BRA Brasil                                                               | 26.37   | João Pedro Drummond Oliva BRA Brasil                                             | 26.42   | Vanilton do Nascimento Filho BRA Brasil                                   | 36.67    |
| 50 metros livre S10                        | Phelipe Rodrigues BRA Brasil                                                          | 23.70   | Jamal Hill USA Estados Unidos                                                    | 26.10   | Tye Dutcher USA Estados Unidos                                            | 26.50    |
| 50 metros livre S11                        | Wendell Belarmino BRA Brasil                                                          | 27.02   | Matheus Rheine BRA Brasil                                                        | 27.98   | Yunerki Ponce CUB Cuba                                                    | 28.52    |
| 50 metros livre S12                        | Thomaz Matera BRA Brasil                                                              | 25.85   | Yasmany Izquierdo CUB Cuba                                                       | 26.12   | Ganiel Giraldo COL Colômbia                                               | 26.16    |
| 50 metros livre S13                        | Carlos Farrenberg BRA Brasil                                                          | 24.96   | Douglas Matera BRA Brasil                                                        | 25.66   | Guilherme Batista Silva BRA Brasil                                        | 25.78    |
| 100 metros livre S2 (S1)                   | Gabriel dos Santos BRA Brasil                                                         | 2:04.06 | Alberto Abarza CHI Chile                                                         | 2:08.28 | Bruno Becker BRA Brasil                                                   | 2:12.56  |
| 100 metros livre S3                        | Diego Lopez Diaz MEX México                                                           | 1:35.84 | Marcos Zarate Rodriguez MEX México                                               | 1:54.24 | Luíz Godinez MEX México                                                   | 2:22.27  |
| 100 metros livre S4                        | Gustavo Zánchez Martínez MEX México                                                   | 1:31.38 | Jesus Hernandéz MEX México                                                       | 1:36.62 | José Castorena MEX México                                                 | 1:45.94  |
| 100 metros livre S5                        | Daniel Dias BRA Brasil                                                                | 1:11.88 | Miguel Narvaez COL Colômbia                                                      | 1:28.02 | David Fuentes Quintana COL Colômbia                                       | 1:30.85  |
| 100 metros livre S6                        | Nelson Corzo COL Colômbia                                                             | 1:06.02 | Lorenzo Escalona CUB Cuba                                                        | 1:07.85 | Talisson Glock BRA Brasil                                                 | 1:08.72  |
| 100 metros livre S7                        | Carlos Zarate COL Colômbia                                                            | 1:02.22 | Iñaki Basiloff ARG Argentina                                                     | 1:04.88 | Liam Smith USA Estados Unidos                                             | 1:09.09  |
| 100 metros livre S8                        | Luís Guillen MEX México                                                               | 1:01.23 | Gabriel Cristiano Silva BRA Brasil                                               | 1:02.58 | Matthew Torres USA Estados Unidos                                         | 1:03.91  |
| 100 metros livre S9                        | Ruiter Silva BRA Brasil                                                               | 57.38   | Vanilton do Nascimento Filho BRA Brasil                                          | 58.69   | João Pedro Drumond Olivia BRA Brasil                                      | 59.56    |
| 100 metros livre S10                       | Phelipe Rodrigues BRA Brasil                                                          | 52.63   | Nicolas Nieto ARG Argentina                                                      | 57.56   | Bruno Lemaire ARG Argentina                                               | 58.41    |
| 100 metros livre S11                       | Wendell Belarmino BRA Brasil                                                          | 59.33   | Matheus Rheine BRA Brasil                                                        | 1:00.46 | José Perdigão Maia BRA Brasil                                             | 1:03.27  |
| 100 metros livre S12                       | Daniel Diraldo COL Colômbia                                                           | 56.70   | Thomaz Matera BRA Brasil                                                         | 56.78   | Diego Cuesta Martínez COL Colômbia                                        | 59.06    |
| 100 metros livre S13                       | Carlos Farrenberg BRA Brasil                                                          | 55.34   | Douglas Matera BRA Brasil                                                        | 55.38   | Carson Sanocki USA Estados Unidos                                         | 57.53    |
| 200 metros livre S2 (S1-S2)                | Alberto Abarza CHI Chile                                                              | 4:10.06 | Gabriel dos Santos BRA Brasil                                                    | 4:45.96 | Bruno Becker BRA Brasil                                                   | 4:52.40  |
| 200 metros livre S3                        | Diego Diaz MEX México                                                                 | 3:40.78 | Marcos Zarate MEX México                                                         | 4:07.22 | Luis Godínez MEX México                                                   | 5:01.76  |
| 200 metros livre S5(S4)                    | Daniel Dias BRA Brasil                                                                | 2:43.34 | Gustavo Sánchez Martínez MEX México                                              | 3:01.66 | Miguel Narvaez COL Colômbia                                               | 3:03.76  |
| 200 metros livre S14                       | Nicholas Bennett CAN Canadá                                                           | 1:59.10 | Felipe Caltran BRA Brasil                                                        | 1:59.30 | Tyson MacDonald CAN Canadá                                                | 2:03.44  |
| 400 metros livre S6                        | Lorenzo Escalona CUB Cuba                                                             | 5:19.37 | Nelson Corzo COL Colômbia                                                        | 5:19.63 | Raul Bermudez MEX México                                                  | 5:24.54  |
| 400 metros livre S7                        | Inaki Basiloff ARG Argentina                                                          | 4:54.54 | Carlos Zarate COL Colômbia                                                       | 4:54.96 | Facundo Arregui ARG Argentina                                             | 4:57.86  |
| 400 metros livre S9 (S8)                   | Mathhew Torres USA Estados Unidos                                                     | 4:34.28 | Ruiter Silva BRA Brasil                                                          | 4:35.27 | Vanilton do Nascimento Filho BRA Brasil                                   | 4:40.31  |
| 400 metros livre S10                       | Phelipe Rodrigues BRA Brasil                                                          | 4:29.60 | Nicolas Nieto ARG Argentina                                                      | 4:31.17 | Erick Proaño ECU Equador                                                  | 4:32.76  |
| 400 metros livre S11                       | Matheus Rheine BRA Brasil                                                             | 4:54.11 | Wendell Belarmino BRA Brasil                                                     | 4:54.40 | Ross Minor USA Estados Unidos                                             | 4:54.93  |
| 400 metros livre S13(S12)                  | Douglas Matera BRA Brasil                                                             | 4:29.58 | Carson Sanocki USA Estados Unidos                                                | 4:32.48 | Guilherme Batista Silva BRA Brasil                                        | 4:46.63  |
| 50 metros costas S2(S1)                    | Alberto Abarza CHI Chile                                                              | 58.25   | Cristopher Tronco MEX México                                                     | 1:04.45 | Gabriel dos Santos BRA Brasil                                             | 1:13.59  |
| 50 metros costas S3                        | Diego Lopez Diaz MEX México                                                           | 45.06   | Marcos Zarate MEX México                                                         | 1:02.40 | Luís Burgos MEX México                                                    | 1:06.83  |
| 50 metros costas S4                        | Jesús Hernandéz Hernandéz MEX México                                                  | 45.38   | Gustavo Sánchez Martínez MEX México                                              | 49.52   | Luís Patiño COL Colômbia                                                  | 52.79    |
| 50 metros costas S5                        | Daniel Dias BRA Brasil                                                                | 36.79   | Oscar Resendiz MEX México                                                        | 45.56   | Miguel Narvaez COL Colômbia                                               | 45.80    |
| 100 metros costas S2(S1)                   | Alberto Abarza CHI Chile                                                              | 2:05.12 | Cristopher Tronco MEX México                                                     | 2:24.20 | Rodrigo Santillan PER Peru                                                | 2:35.27  |
| 100 metros costas S6                       | Matias de Andrade ARG Argentina                                                       | 1:15.50 | Talisson Glock BRA Brasil                                                        | 1:21.63 | Nelson Corzo COL Colômbia                                                 | 1:22.41  |
| 100 metros costas S7                       | Fernando Carlomagno ARG Argentina                                                     | 1:12.20 | Ítalo Gomes Pereira Lima BRA Brasil                                              | 1:15.03 | Carlos Zarate COL Colômbia                                                | 1:15.47  |
| 100 metros costas S8                       | Matthew Torres USA Estados Unidos                                                     | 1:10.70 | Joseph Peppersack USA Estados Unidos                                             | 1:13.53 | Luis Armando Guillen MEX México                                           | 1:1689   |
| 100 metros costas S9                       | Andrey Pereira Garbe BRA Brasil                                                       | 1:07.00 | Lucas Mozela BRA Brasil                                                          | 1:07.10 | Amilcar Guerra ARG Argentina                                              | 1:11.70  |
| 100 metros costas S10                      | Tye Dutcher USA Estados Unidos                                                        | 1:04.67 | Nicolas Nieto ARG Argentina                                                      | 1:06.79 | Phelipe Rodrigues BRA Brasil                                              | 1:07.05  |
| 100 metros costas S11                      | Sergio Zayas ARG Argentina                                                            | 1:17.39 | José Perdigão BRA Brasil                                                         | 1:18.10 | Leider Rojas COL Colômbia                                                 | 1:18.19  |
| 100 metros costas S12                      | Daniel Giraldo COL Colômbia                                                           | 1:08.62 | Thomaz Matera BRA Brasil                                                         | 1:09.38 | Diego Fernando Martínez COL Colômbia                                      | 1:10.50  |
| 100 metros costas S13                      | Douglas Matera BRA Brasil                                                             | 1:07.66 | Gabriel Ortiz Duran COL Colômbia                                                 | 1:16.23 | Andy Guerrero Sánchez MEX México                                          | 1:18.34  |
| 100 metros costas S14                      | Tyson MacDonald CAN Canadá                                                            | 1:04.24 | Lautaro Cancinos ARG Argentina                                                   | 1:05.85 | Felipe Caltran BRA Brasil                                                 | 1:06.37  |
| 50 metros peito SB2 (SB1)                  | José Castorena Velez MEX México                                                       | 56.54   | Cristopher Tronco MEX México                                                     | 1:02.93 | Marcos Zarate MEX México                                                  | 1:09.48  |
| 50 metros peito SB3                        | Gustavo Sánchez Martinez MEX México                                                   | 54.23   | Jesus Hernandéz Hernandéz MEX México                                             | 1:02.81 | Franco Gómez ARG Argentina                                                | 1:20.49  |
| 100 metros peito SB4                       | Moises Fuentes Garcia COL Colômbia                                                    | 1:39.80 | Miguel Narvarez COL Colômbia                                                     | 1:48.68 | Ariel Quassi ARG Argentina                                                | 2:04.27  |
| 100 metros peito SB5                       | Roberto Alcade BRA Brasil                                                             | 1:38.41 | Pedro Haro MEX México                                                            | 1:40.26 | Germán Arevalo ARG Argentina                                              | 1:44.96  |
| 100 metros peito SB6                       | Nelson Corzo ARG Argentina                                                            | 1:20.39 | Zachary Shattuck ARG Argentina                                                   | 1:26.31 | Fernando Carlomagno ARG Argentina                                         | 1:32.65  |
| 100 metros peito SB7                       | Carlos Zarate COL Colômbia                                                            | 1:13.45 | Liam Smith USA Estados Unidos                                                    | 1:26.16 | Ericsson Sosa VEN Venezuela                                               | 1:27.41} |
| 100 metros peito SB8                       | Vicente Heyl CHI Chile                                                                | 1:13.14 | Luís Armando Guillen MEX México                                                  | 1:20.49 | Sam Murray Jr. USA Estados Unidos                                         | 1:24.48  |
| 100 metros peito SB9                       | Lucas Mozela BRA Brasil                                                               | 1:11.76 | Patrick Waters CAN Canadá                                                        | 1:14.77 | Gonzal Irinitz URU Uruguai                                                | 1:15.81  |
| 100 metros peito SB11                      | Leider Lemus COL Colômbia                                                             | 1:16.04 | Wendell Belarmino BRA Brasil                                                     | 1:22.53 | José Perdigão Maia BRA Brasil                                             | 1:24.33  |
| 100 metros peito SB12                      | Daniel Giraldo Correa COL Colômbia                                                    | 1:12.09 | Darvin Eliza PUR Porto Rico                                                      | 1:17.36 | Diego Cuesta Martinéz COL Colômbia                                        | 1:17.67  |
| 100 metros peito SB13                      | Carson Sanocki USA Estados Unidos                                                     | 1:09.22 | Guilherme Batista BRA Brasil                                                     | 1:12.00 | Yeison Castellanos COL Colômbia                                           | 1:17.66  |
| 100 metros peito SB14                      | Nicholas Bennett CAN Canadá                                                           | 1:09.40 | Elian Araya ARG Argentina                                                        | 1:10.49 | Felipe Caltran BRA Brasil                                                 | 1:13.46  |
| 50 metros borboleta S4 (S1-S3)             | Gustavo Sánchez Martínez MEX México                                                   | 54.33   | Marcos Zarate MEX México                                                         | 56.31   | Gabriel dos Santos BRA Brasil                                             | 1:01.65  |
| 50 metros borboleta S5                     | Daniel Dias BRA Brasil                                                                | 36.31   | Miguel Narvaez COL Colômbia                                                      | 40.83   | David Fuentes Quintana COL Colômbia                                       | 48.60    |
| 50 metros borboleta S6                     | Nelson Corzo COL Colômbia                                                             | 31.30   | Raúl Martinez Valdes MEX México                                                  | 33.61   | Zachary Shattuck USA Estados Unidos                                       | 33.90    |
| 50 metros borboleta S7                     | Carlos Zarate COL Colômbia                                                            | 30.05   | Iñaki Basiloff ARG Argentina                                                     | 31.48   | Liam Smith USA Estados Unidos                                             | 34.19    |
| 100 metros borboleta S8                    | Gabriel Cristiano Silva de Souza BRA Brasil                                           | 1:07.20 | Luís Armando Guillen MEX México                                                  | 1:10.58 | Agustín Orellana ARG Argentina                                            | 1:18.94  |
| 100 metros borboleta S9                    | Vanilton do Nascimento BRA Brasil                                                     | 1:03.19 | Ruiter Silva BRA Brasil                                                          | 1:04.86 | Amilcar Guerra ARG Argentina                                              | 1:06.02  |
| 100 metros borboleta S10                   | Phelipe Rodrigues BRA Brasil                                                          | 1:03.19 | Juan Castillo Estévez CUB Cuba                                                   | 1:03.19 | Tye Dutcher USA Estados Unidos                                            | 1:03.19  |
| 100 metros borboleta S11                   | Wendell Belarmino BRA Brasil                                                          | 1:08.22 | José Perdião Maia BRA Brasil                                                     | 1:09.43 | DLeider Lemus Rojas COL Colômbia                                          | 1:13.06  |
| 100 metros borboleta S13 (S12)             | Douglas Matera BRA Brasil                                                             | 59.55   | Thomaz Matera BRA Brasil                                                         | 1:01.20 | Daniel Giraldo COL Colômbia                                               | 1:02.49  |
| 100 metros borboleta S14                   | Lautaro Cancinos ARG Argentina                                                        | 1:00.79 | Nicholas Bennett CAN Canadá                                                      | 1:01.58 | Felipe Caltran BRA Brasil                                                 | 1:03.66  |
| 150 metros medley individual SM3 (SM1-SM2) | Diego Lopes MEX México                                                                | 2:57.50 | Jose Castorena MEX México                                                        | 1:04.86 | Marcos Zarate MEX México                                                  | 1:04.86  |
| 200 metros medley individual SM6 (SM5-6)   | Nelson Corzo COL Colômbia                                                             | 2:45.43 | Talisson Glock BRA Brasil                                                        | 2:51.61 | Zachary Shattuck USA Estados Unidos                                       | 2:53.66  |
| 200 metros medley individual SM7           | Carlos Zarate COL Colômbia                                                            | 2:35.08 | Iñaki Basiloff ARG Argentina                                                     | 2:41.42 | Juan Bermudez MEX México                                                  | 2:48.42  |
| 200 metros medley individual SM8           | Luís Armando Guillen MEX México                                                       | 2:36.71 | Vicente Heyl CHI Chile                                                           | 2:40.30 | Matthew Torres USA Estados Unidos                                         | 2:43.27  |
| 200 metros medley individual SM9           | Lucas Mozela BRA Brasil                                                               | 2:23.90 | Ruiter Silva BRA Brasil                                                          | 2:25.68 | David Gelfand USA Estados Unidos                                          | 2:28.16  |
| 200 metros medley individual SM10          | Phelipe Rodrigues BRA Brasil                                                          | 2:25.45 | Santiago Senestro ARG Argentina                                                  | 2:30.27 | Yahir Jiménez MEX México                                                  | 2:36.88  |
| 200 metros medley individual SM11          | Wendell Belarmino BRA Brasil                                                          | 2:25.45 | José Perdigão Maia BRA Brasil                                                    | 2:25.45 | Leider Lemus Rojas COL Colômbia                                           | 2:25.45  |
| 200 metros medley individual SM12          | Daniel Giraldo COL Colômbia                                                           | 2:31.08 | Diego Cuesta Martínez COL Colômbia                                               | 2:32.64 | Osdany Madrigal CUB Cuba                                                  | 2:47.30  |
| 200 metros medley individual SM13          | Carson Sanocki USA Estados Unidos                                                     | 2:19.08 | Douglas Matera BRA Brasil                                                        | 2:19.39 | Guilherme Batista Silva BRA Brasil                                        | 2:29.58  |
| 200 metros medley individual SM14          | Nicholas Bennet CAN Canadá                                                            | 2:15.56 | Tyson MacDonald CAN Canadá                                                       | 2:19.60 | Felipe Caltran Vila Real BRA Brasil                                       | 2:22.64  |
| Revezamento 4x100 metros livre 34 pontos   | Phelipe Rodrigues Ruiter Silva Talisson Glock Vanilton do Nascimento Filho BRA Brasil | 3:59.03 | Bruno Lemaire Facundo Arregui Iñaki Basiloff Nicolas Nieto ARG Argentina         | 4:10.22 | David Gelfand Jamal Hill Liam Smith Matthew Torres USA Estados Unidos     | 4:14.67  |
| Revezamento 4x100 metros medley 34 pontos  | Daniel Dias Lucas Mozela Phelipe Rodrigues Vanilton do Nascimento Filho BRA Brasil    | 4:30.79 | Bruno Lemaire Fernando Carlomagno Iñaki Basiloff Santiago Senestro ARG Argentina | 4:32.96 | Jamal Hill Matthew Torres Tye Dutcher Zachary Shattuck USA Estados Unidos | 4:37.64  |

## Feminino
| Evento                                    | Ouro                                                                            | Ouro    | Prata                                                                                      | Prata   | Bronze                                                                           | Bronze  |
| ----------------------------------------- | ------------------------------------------------------------------------------- | ------- | ------------------------------------------------------------------------------------------ | ------- | -------------------------------------------------------------------------------- | ------- |
| 50 metros livre S5 (S3-S4)                | Joana Neves BRA Brasil                                                          | 38.05   | Patrícia Pereira dos Santos BRA Brasil                                                     | 42.24   | Ana Noriega ARG Argentina                                                        | 43.76   |
| 50 metros livre S6                        | Sara Blanco COL Colômbia                                                        | 35.73   | Laila Suzigan BRA Brasil                                                                   | 37.12   | Valeria Lopez Gomez MEX México                                                   | 38.33   |
| 50 metros livre S7                        | Naomi Mandujano MEX México                                                      | 37.28   | Krystal Shaw CAN Canadá                                                                    | 40.80   | Abigail Gase USA Estados Unidos                                                  | 43.38   |
| 50 metros livre S8                        | Cecília Jerônimo de Araújo BRA Brasil                                           | 30.68   | Paola Ruvalcaba MEX México                                                                 | 34.01   | Haven Shepherd USA Estados Unidos                                                | 35.58   |
| 50 metros livre S9                        | Elizabeth Smith USA Estados Unidos                                              | 29.55   | Daniela Gimenez ARG Argentina                                                              | 30.43   | Elise Morley USA Estados Unidos                                                  | 30.59   |
| 50 metros livre S10                       | Maria Barrera Zapata COL Colômbia                                               | 29.15   | Mariana Gesteira BRA Brasil                                                                | 29.43   | Arianna Hunsicker CAN Canadá                                                     | 30.13   |
| 50 metros livre S11                       | Nadia Baez ARG Argentina                                                        | 34.51   | Regiane Nunes Silva BRA Brasil                                                             | 35.34   | Matilde Figueroa MEX México                                                      | 35.78   |
| 50 metros livre S12                       | Maria Carolina Gomes Santiago BRA Brasil                                        | 27.44   | Lucilene da Silva Sousa BRA Brasil                                                         | 28.49   | Belkis Echarry VEN Venezuela                                                     | 30.47   |
| 100 metros livre S5 (S3-S4)               | Joana Neves BRA Brasil                                                          | 1:27.21 | Ana Noriega ARG Argentina                                                                  | 1:32.94 | Patrícia Pereira dos Santos BRA Brasil                                           | 1:35.30 |
| 100 metros livre S6                       | Sara Blanco COL Colômbia                                                        | 1:17.00 | Laila Suzigan BRA Brasil                                                                   | 1:18.38 | Valeria Lopez Gomez MEX México                                                   | 1:22.77 |
| 100 metros livre S7                       | Naomi Mandujano MEX México                                                      | 1:19.20 | Krystal Shaw CAN Canadá                                                                    | 1:23.90 | Nesbith Mejia MEX México                                                         | 1:28.37 |
| 100 metros livre S8                       | Cecília Jerônimo de Araújo BRA Brasil                                           | 1:08.18 | Paola Ruvalcaba MEX México                                                                 | 1:12.42 | Laura González Rodriguez COL Colômbia                                            | 1:17.26 |
| 100 metros livre S9                       | Natalie Sims USA Estados Unidos                                                 | 1:06.05 | Daniela Gimenez ARG Argentina                                                              | 1:06.50 | Hannah Aspden USA Estados Unidos                                                 | 1:06.76 |
| 100 metros livre S10                      | Maria Zapata COL Colômbia                                                       | 1:03.33 | Stefanny Zapata MEX México                                                                 | 1:05.31 | Mariana Gesteira BRA Brasil                                                      | 4:05.85 |
| 100 metros livre S11                      | Matilde Figueroa MEX México                                                     | 1:15.23 | Regiane Nunes Silva BRA Brasil                                                             | 1:17.21 | Nadia Baez ARG Argentina                                                         | 1:20.63 |
| 100 metros livre S12                      | Maria Carolina Gomes Santiago BRA Brasil                                        | 59.73   | Lucilene da Silva Sousa BRA Brasil                                                         | 1:02.84 | Aspen Shelton USA Estados Unidos                                                 | 1:06.95 |
| 200 metros livre S5(S3-S4)                | Joana Neves BRA Brasil                                                          | 3:14.71 | Alyssa Gialamas USA Estados Unidos                                                         | 3:28.68 | Esthefany de Oliveira BRA Brasil                                                 | 3:37.03 |
| 200 metros livre S14                      | Angela Marina CAN Canadá                                                        | 2:15.16 | Ana Soares de Oliveira BRA Brasil                                                          | 2:18.37 | Beatriz Carneiro BRA Brasil                                                      | 2:21.91 |
| 400 metros livre S6                       | Vianney Delgadillo MEX México                                                   | 5:38.30 | Sara Blanco COL Colômbia                                                                   | 5:39.71 | Laila Suzigan BRA Brasil                                                         | 5:50.63 |
| 400 metros livre S8 (S7)                  | Cecília Jerônimo de Araújo BRA Brasil                                           | 5:17.73 | Paola Ruvalcaba Nuñez MEX México                                                           | 5:18.38 | Natalia Guemez MEX México                                                        | 5:44.30 |
| 400 metros livre S9                       | Hannah Aspden USA Estados Unidos                                                | 5:01.05 | Madelyn White USA Estados Unidos                                                           | 5:01.25 | Alyssia Crook USA Estados Unidos                                                 | 5:12.19 |
| 400 metros livre S10                      | Maria Barrera Zapata COL Colômbia                                               | 4:46.38 | Stefanny Cristino Zapata MEX México                                                        | 4:52.02 | Arianna Hunsicker CAN Canadá                                                     | 5:06.42 |
| 400 metros livre S11                      | Matilde Figueiroa MEX México                                                    | 5:35.91 | Laurrie Hermes USA Estados Unidos                                                          | 5:52.62 | Soledad Baez ARG Argentina                                                       | 6:45.59 |
| 400 metros livre S13(S12)                 | Maria Carolina Gomes Santiago BRA Brasil                                        | 4:59.66 | Lucilene da Silva Sousa BRA Brasil                                                         | 5:11.60 | Belkis Echarry VEN Venezuela                                                     | 5:13.09 |
| 50 metros costas S3(S1-S2)                | Edenia Nogueira Garcia BRA Brasil                                               | 57.02   | Maiara Barreto BRA Brasil                                                                  | 1:00.91 | Haidee Aceves MEX México                                                         | 1:05.84 |
| 50 metros costas S5(S4-S5)                | Alyssa Gialamas USA Estados Unidos                                              | 47.65   | Karina Torres MEX México                                                                   | 51.90   | Tisbe de Souza Andrade BRA Brasil                                                | 54.22   |
| 100 metros costas S6                      | Sara Vargas Blanco COL Colômbia                                                 | 1:33.03 | Vianney Delgadillo MEX México                                                              | 1:35.85 | Myriam Soliman CAN Canadá                                                        | 1:44.76 |
| 100 metros costas S7                      | Abigail Gase USA Estados Unidos                                                 | 1:33.92 | Krystal Shaw CAN Canadá                                                                    | 1:44.82 | Nesbith Mejia MEX México                                                         | 1:49.10 |
| 100 metros costas S8                      | Valentina Moreno CHI Chile                                                      | 1:24.60 | Paola Nuñez MEX México                                                                     | 1:24.77 | Cecília Jerônimo BRA Brasil                                                      | 1:26.12 |
| 100 metros costas S9                      | Hannah Aspden USA Estados Unidos                                                | 1:13.20 | Elizabeth Smith USA Estados Unidos                                                         | 1:14.57 | Amanda Palyo USA Estados Unidos                                                  | 1:20.23 |
| 100 metros costas S10                     | Maria Barrera Zapata COL Colômbia                                               | 1:13.56 | Mariana Gesteira BRA Brasil                                                                | 1:13.68 | Arianna Hunsicker CAN Canadá                                                     | 1:15.27 |
| 100 metros costas S11                     | Matilde Figueroa MEX México                                                     | 1:27.48 | Regiane Nunes Silva BRA Brasil                                                             | 1:32.42 | Laurrie Hermes USA Estados Unidos                                                | 1:32.80 |
| 100 metros costas S12                     | Maria Carolina Gomes Santiago BRA Brasil                                        | 1:13.50 | Aspen Shelton USA Estados Unidos                                                           | 1:15.98 | Analuz Pellitero ARG Argentina                                                   | 1:19.14 |
| 100 metros costas S14                     | Ana Soares de Oliveira BRA Brasil                                               | 1:12.07 | Angela Marinai CAN Canadá                                                                  | 1:14.81 | Leslie Cichock USA Estados Unidos                                                | 1:16.50 |
| 50 metros peito SB3(SB1-3)                | Patrícia Valle Benitez MEX México                                               | 1:4.46  |                                                                                            |         |                                                                                  |         |
| 100 metros peito SB5 (SB4)                | Laila Suzigan BRA Brasil                                                        | 2:00.31 | Esthefany de Oliveira BRA Brasil                                                           | 2:09.52 | Ana Noriega ARG Argentina                                                        | 2:10.83 |
| 100 metros peito SB6                      | Nesbith Mejia MEX México                                                        | 2:05.36 | Lourdes Aybar DOM República Dominicana                                                     | 2:06.56 | Abigail Nardella USA Estados Unidos                                              | 2:10.82 |
| 100 metros peito SB7                      | Naomi Mandujano MEX México                                                      | 1:40.22 | Heaven Shepherd USA Estados Unidos                                                         | 1:43.39 | Natalia Guemez MEX México                                                        | 1:47.21 |
| 100 metros peito SB8                      | Madelyn Ahite USA Estados Unidos                                                | 1:31.24 | Camila Quiros CRC Costa Rica                                                               | 1:34.99 | Hannah Aspden USA Estados Unidos                                                 | 1:36.56 |
| 100 metros peito SB9                      | Daniela Gimenez ARG Argentina                                                   | 1:20.46 | Samantha Tubbs USA Estados Unidos                                                          | 1:21.12 | Summer Schmit USA Estados Unidos                                                 | 1:27.95 |
| 100 metros peito SB11                     | Nadia Baez ARG Argentina                                                        | 1:37.48 | Matilde Figueroa MEX México                                                                | 1:36.56 | Laurrie Hermes USA Estados Unidos                                                | 1:36.56 |
| 100 metros peito SB14                     | Debora Carneiro BRA Brasil                                                      | 1:16.33 | Beatriz Carneiro BRA Brasil                                                                | 1:17.11 | Viviana Barreto VEN Venezuela                                                    | 1:28.57 |
| 50 metros borboleta S5 (S1-S4)            | Joana Neves BRA Brasil                                                          | 48.34   | Esthefany de Oliveira BRA Brasil                                                           | 51.19   | Donia Felices Rojas PER Peru                                                     | 1:02.23 |
| 50 metros borboleta S6                    | Sara Vargas Blanco COL Colômbia                                                 | 40.48   | Nancy Lomeli MEX México                                                                    | 41.30   | Karla Bravo Gonzalez MEX México                                                  | 42.00   |
| 50 metros borboleta S7                    | Naomi Mandujano MEX México                                                      | 39.38   | Nesbith Mejia MEX México                                                                   | 44.74   | Abigail Gase USA Estados Unidos                                                  | 48.62   |
| 100 metros borboleta S8                   | Cecília Jerônimo de Araújo BRA Brasil                                           | 1:21.69 | Laura González Rodriguez COL Colômbia                                                      | 1:24.06 | Luz Valdes MEX México                                                            | 1:26.65 |
| 100 metros borboleta S9                   | Elizabeth Smith USA Estados Unidos                                              | 1:08.79 | Daniela Gimenez ARG Argentina                                                              | 1:12.72 | Natalie Sims USA Estados Unidos                                                  | 1:13.10 |
| 100 metros borboleta S14                  | Angela Marina CAN Canadá                                                        | 1:12.68 | Leslie Cichocki USA Estados Unidos                                                         | 1:14.95 | Emma Van Dyk CAN Canadá                                                          | 1:18.18 |
| 200 metros medley individual SM5          | Esthefany de Oliveira BRA Brasil                                                | 3:54.66 | Joana Neves BRA Brasil                                                                     | 3:57.77 | Naiver Ome COL Colômbia                                                          | 3:54.10 |
| 200 metros medley individual SM6          | Laila Suzigan BRA Brasil                                                        | 3:32.45 | Vianney Delgadillo MEX México                                                              | 3:33.02 | Valeria Lopez Gomez MEX México                                                   | 3:37.94 |
| 200 metros medley individual SM7          | Naomi Mandujanoe MEX México                                                     | 3:17.06 | Nesbith Mejia MEX México                                                                   | 3:37.36 | Abigail Gas USA Estados Unidos                                                   | 3:38.09 |
| 200 metros medley individual SM8          | Laura González Rodriguez COL Colômbia                                           | 3:04.32 | Haven Shepherd USA Estados Unidos                                                          | 3:09.39 | Natália Guemez MEX México                                                        | 3:11.40 |
| 200 metros medley individual SM9          | Daniella Gimenez ARG Argentina                                                  | 2:41.54 | Summer Schmit USA Estados Unidos                                                           | 2:42.23 | Natalie Sims USA Estados Unidos                                                  | 2:42.94 |
| 200 metros medley individual SM10         | Stefanny Zapata MEX México                                                      | 2:42.44 | Maria Zapata COL Colômbia                                                                  | 2:45.26 | Arianna Hunsicker CAN Canadá                                                     | 2:48.51 |
| 200 metros medley individual SM14         | Beatriz Carneiro BRA Brasil                                                     | 2:38.29 | Débora Carneiro BRA Brasil                                                                 | 2:39.83 | Ana Soares de Oliveira BRA Brasil                                                | 2:40.70 |
| Revezamento 4x100 metros livre 34 pontos  | Guadalupe Carillo Paola Ruvalcaba Stefanny Zapata Vianney Delgadillo MEX México | 4:48.22 | Abigail Gase Elise Morley Hannah Aspden Natalie Sims USA Estados Unidos                    | 4:50.24 | Cecília Jerônimo de Araújo Joana Neves Laila Suzigan Mariana Gesteira BRA Brasil | 5:02.71 |
| Revezamento 4x100 metros medley 34 pontos | Paola Ruvalcaba Naomi Mandujano Luz Valdes Stefanny Zapata MEX México           | 5:41.57 | Cecília Jerônimo de Araújo Laila Suziga Maria Dayanne da Silva Mariana Gesteira BRA Brasil | 5:52.72 | Arianna Hunsicker Colleen Cloëtta Krystal Shaw Michelle Tovizi CAN Canadá        | 6:23.70 |

## Misto
| Evento                                   | Ouro                                                                      | Ouro    | Prata                                                             | Prata   | Bronze | Bronze |
| ---------------------------------------- | ------------------------------------------------------------------------- | ------- | ----------------------------------------------------------------- | ------- | ------ | ------ |
| Revezamento 4x100 metros livre 49 pontos | Aspen Shelton Carson Sanocki Laurrie Hermes Ross Minor USA Estados Unidos | 4:33.99 | Anabel Moro Analuz Pellitero Enzo Fais Sergio Zayas ARG Argentina | 4:34.73 |        |        |

Legenda
| Recorde mundial       | Recorde mundial (World record)               |                       | Recorde africano                      | Recorde africano (African) |                                           | Q | Classificado por posição (Qualified) |
| Recorde do campeonato | Recorde do campeonato (Championship record)  | Recorde da América    | Recorde da América (Americas)         | q                          | Classificado por melhor tempo (Qualified) |   |                                      |
| Melhor marca do ano   | Melhor marca do ano (World leading)          | Recorde asiático      | Recorde asiático (Asian)              | DNS                        | Não largou (Did not start)                |   |                                      |
| Recorde nacional      | Recorde nacional (National record)           | Recorde europeu       | Recorde europeu (European)            | DNF                        | Não terminou (Did not finish)             |   |                                      |
| Recorde pessoal       | Recorde pessoal do atleta (Personal best)    | Recorde da Oceania    | Recorde da Oceania (Oceania)          | DSQ / DQ                   | Desclassificado (Disqualified)            |   |                                      |
| Recorde da temporada  | Recorde da temporada do atleta (Season best) | Recorde sul-americano | Recorde sul-americano (South America) | NM                         | Sem marca (No mark)                       |   |                                      |

## Quadro de medalhas
| Ordem | País                     | Medalha de ouro | Medalha de prata | Medalha de bronze | Total |
| ----- | ------------------------ | --------------- | ---------------- | ----------------- | ----- |
| 1     | BRA Brasil               | 53              | 45               | 29                | 127   |
| 2     | MEX México               | 27              | 33               | 23                | 83    |
| 3     | COL Colômbia             | 25              | 11               | 21                | 57    |
| 4     | USA Estados Unidos       | 14              | 16               | 32                | 62    |
| 5     | ARG Argentina            | 9               | 17               | 14                | 40    |
| 6     | CAN Canadá               | 6               | 7                | 8                 | 21    |
| 7     | CHI Chile                | 5               | 3                | 1                 | 9     |
| 8     | CUB Cuba                 | 1               | 4                | 2                 | 7     |
| 9     | CRC Costa Rica           |                 | 1                |                   | 1     |
|       | DOM República Dominicana |                 | 1                |                   | 1     |
|       | PUR Porto Rico           |                 | 1                |                   | 1     |
| 12    | VEN Venezuela            |                 |                  | 4                 | 4     |
| 13    | PER Peru                 |                 |                  | 2                 | 2     |
| 14    | ECU Equador              |                 |                  | 1                 | 1     |
|       | URU Uruguai              |                 |                  | 1                 | 1     |
| TOTAL | TOTAL                    | 140             | 139              | 138               | 417   |